# Eucalyptus tintinnans
Eucalyptus tintinnans är en myrtenväxtart som först beskrevs av William Faris Blakely och Jacobs, och fick sitt nu gällande namn av Lawrence Alexander Sidney Johnson och Kenneth D. Hill. Eucalyptus tintinnans ingår i släktet Eucalyptus och familjen myrtenväxter. Inga underarter finns listade i Catalogue of Life.